# Condado de Camden (Georgia)
El condado de Camden (en inglés: Camden County) es un condado en el estado estadounidense de Georgia. En el censo de 2000 el condado tenía una población de 43 664 habitantes. La sede de condado es Woodbine.

## Historia
El primer colonizador en visitar el área fue el capitán francés Jean Ribault en 1562. Ribault fue enviado por los Hugonotes para buscar un lugar adecuado para un asentamiento. Ribault nombró los ríos que encontró Sena y Some. Actualmente estos ríos que se encuentran al sur del condado son conocidos como los ríos St. Marys y Satilla.
En 1565, España alarmada por los asentamientos franceses envió un ataque para desplazarlos. Los españoles dominaron el área por los siguientes 100 años. Durante ese periodo, trataron de convertir a los nativos al Cristianismo. Los frailes franciscanos construyeron una misión en lo que ahora es St. Marys.
Después de varios años, los españoles abandonaron el área debido a altercados con los nativos, quienes se habían rebelado y asesinado a varios curas. Después del abandono, los ingleses reclamaron el área. Los españoles siguieron reclamando la tierra pero la perdieron de forma definitiva después de la Batalla de Bloody Marsh en 1742.
Después de la Guerra de Independencia de los Estados Unidos, el condado de Camden se convirtió en uno de los ocho condados originales de Georgia, siendo fundado el 5 de febrero de 1777.

## Geografía
Según la Oficina del Censo, el condado tiene un área total de 2027 km² (783 sq mi), de la cual 1631 km² (630 sq mi) es tierra y 395 km² (153 sq mi) (19,50%) es agua.

### Condados adyacentes
- Condado de Glynn (norte)
- Condado de Nassau, Florida (sur)
- Condado de Charlton (suroeste)
- Condado de Brantley (noroeste)

### Áreas protegidas nacionales
- Cumberland Island National Seashore

## Autopistas importantes
- Interestatal 95
- U.S. Route 17
- Ruta Estatal de Georgia 25
- Ruta Estatal de Georgia 40
- Ruta Estatal de Georgia 110

## Demografía
En el  censo de 2000, hubo 43 664 personas, 14 705 hogares y 11 381 familias residiendo en el condado. La densidad poblacional era de 69 personas por milla cuadrada (27/km²). En el 2000 había 16 958 unidades unifamiliares en una densidad de 27 por milla cuadrada (10/km²). La demografía del condado era de 75,04% blancos, 20,11% afroamericanos, 0,49% amerindios, 1,01% asiáticos, 0,08% isleños del Pacífico, 1,37% de otras razas y 1,88% de dos o más razas. 3,63% de la población era de origen hispano o latino de cualquier raza. 
La renta promedio para un hogar del condado era de $41 056 y el ingreso promedio para una familia era de $45 005. En 2000 los hombres tenían un ingreso medio de $31 582 versus $22 104 para las mujeres. La renta per cápita para el condado era de $16 445 y el 10,10% de la población estaba bajo el umbral de pobreza nacional.

## Ciudades y pueblos
- Hopewell
- Kings Bay
- Kings Bay Base
- Kingsland
- St. Marys
- Spring Bluff
- Woodbine
- Waverly